# Drop

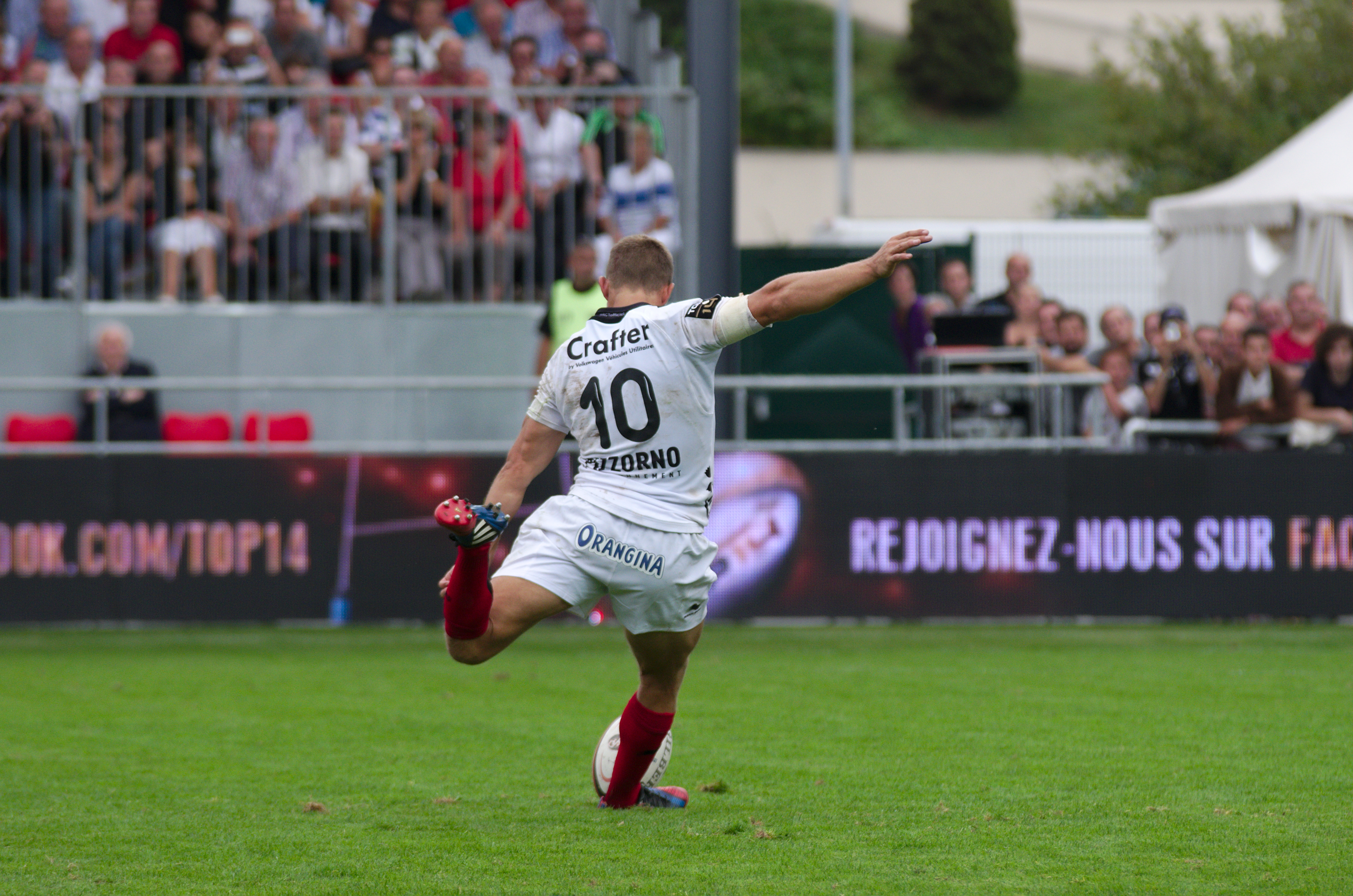
1) Jonny Wilkinson deja caer el balón, este toca el suelo.

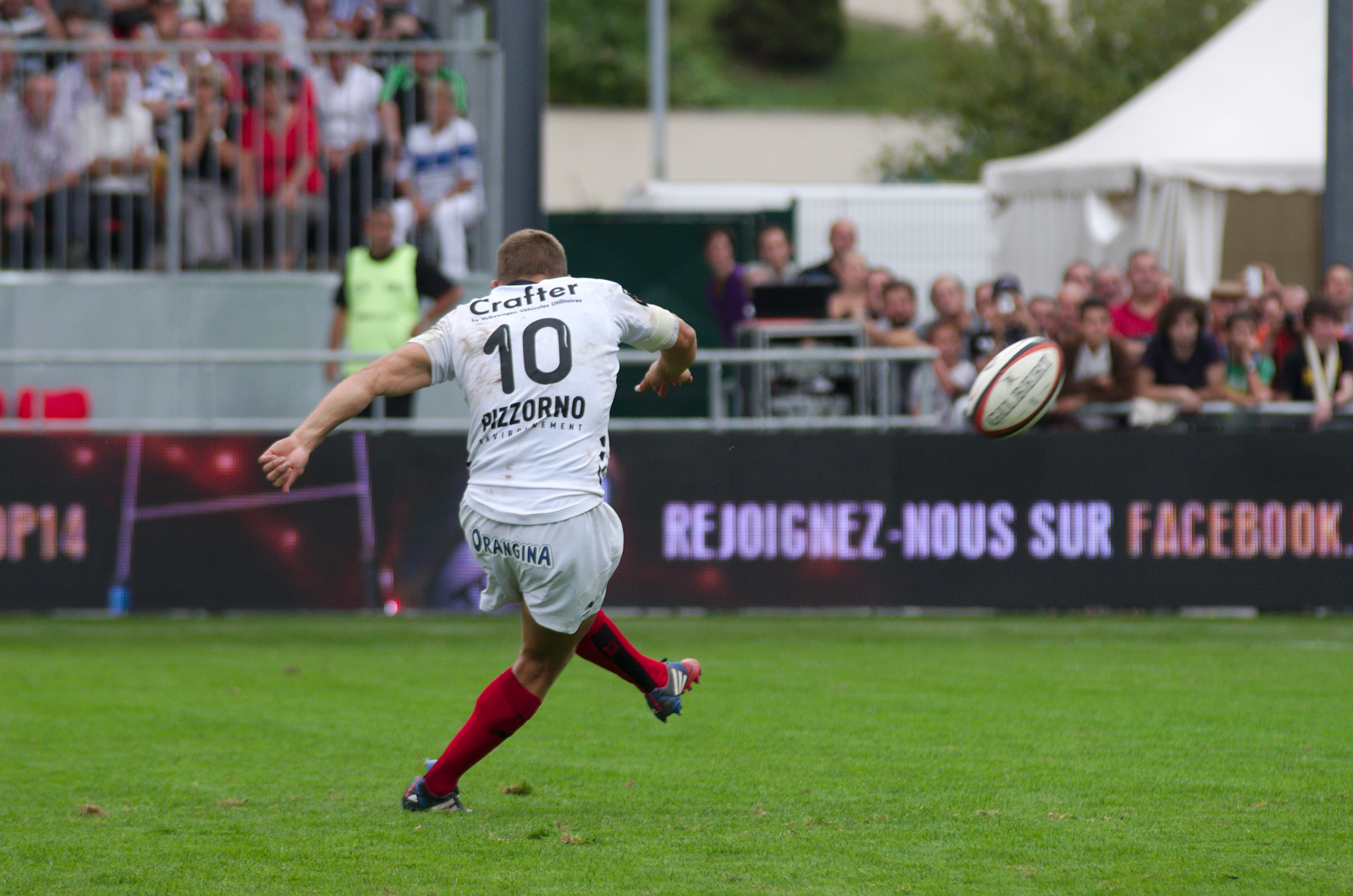
2) E inmediatamente lo patea; ejecutando el drop.

Un drop o gol de drop (drop goal en inglés) es un método para marcar puntos en el rugby. Consiste en que un jugador suelta el balón para que este rebote levemente en el suelo e inmediatamente lo golpea con un pie y en dirección a la H, si el balón atraviesa la H por encima de su travesaño, convierte un drop y suma 3 puntos para su equipo.

## Historia
Debido a la dificultad del movimiento y la poca efectividad por la imperfección del balón de rugby en una época anterior, el gol de drop valió 4 (cuatro) puntos hasta 1948. Actualmente distintos especialistas del rugby sugieren reducir a 2 puntos su valor pero nunca se discutió oficialmente en la World Rugby.

### Gol de mark
Hasta 1978 existió en el deporte, el gol de mark, donde la oportunidad de marcar puntos consistía en realizar un drop dentro de las 22 del jugador que había cantado el mark. Era un drop a 72 metros del in–goal y por tal dificultad se usó en muy pocas ocasiones y aún menor fue su efectividad, por tales motivos la World Rugby erradicó el gol de mark de las reglas del juego.

## Estadísticas y drops memorables
La siguiente es un listado con los máximos anotadores de drops en test matches. En la Copa del Mundo de Rugby varios partidos importantes se definieron por drop:

### Andrew venga al XV de la Rosa
En cuartos de final de la Copa Mundial de Rugby de 1995 se repitió la final de 1991 y los Wallabies eran favoritos ante los ingleses, pero el zurdo Rob Andrew ganó el partido para los europeos con un sublime drop a 40 metros del in–goal y con su pierna derecha.

### Stranky unifica a la nueva Sudáfrica
En la final de Sudáfrica 1995 los locales buscaban su primer título contra los All Blacks de Jonah Lomu, los neozelandeses habían arrasado en el torneo y eran favoritos 3 a 1, sin embargo no pudieron superar a los sudafricanos que forzaron el partido a tiempo extra. Un drop de Joel Stransky definió el encuentro 15–12 y Nelson Mandela entregó la Copa Webb Ellis a sus compatriotas.

### De Beer aplasta a Inglaterra
En cuartos de final de la Copa Mundial de Rugby de 1999 se enfrentaron los Springboks y el XV de la Rosa, un imparable Jannie de Beer anotó cinco drops para el triunfo de los sudafricanos.

### Larkham quiebra a los Springboks
En semifinales de Gales 1999 Springboks y Wallabies buscaban el pase a la final. A Stephen Larkham, lesionado de una rodilla y con problemas de visión, se le escapó el balón a 48 metros del in–goal e intentó un drop que logró: los australianos se pusieron arriba en el marcador, levantaron su moral mientras que la de los sudafricanos cayó y al final ganaron el partido.

### Wilkinson proclama campeón del Mundo a Inglaterra
Luego de un empate a 17 tras 100 minutos de juego; en muerte súbita y a punto de definir la Copa Mundial de Rugby de 2003 por penales, Jonny Wilkinson siendo zurdo marcó el drop con su pierna derecha que coronó campeón, hasta el momento el único del hemisferio norte, a su Inglaterra.